# Paul Baribeau
Pour les articles homonymes, voir Baribeau.
Paul Baribeau est un chanteur et un musicien punk folk américain, du sud du Michigan. Il débute sur le label Plan-It-X Records en janvier 2004 avec son premier album éponyme, ainsi qu'avec le suivant, Grand Ledge, en juin 2007. Grand Ledge est une ville du Michigan où Paul a grandi.
Il change de label en 2010 et sort en mars de cette année Unbearable. 
Après une longue période d'absence de cinq ans, Paul Baribeau n'enregistrera plus de musique folk et acoustique, mais d'autres EP instrumentaux, plus electro, sous le pseudonyme New Boy.
On peut aussi voir ses dessins sur site, ou via son compte Instagram.
Après avoir longtemps vécu à Bloomington, dans l'Indiana, il réside désormais à Louisville, dans le Kentucky.

## Discographie

### Sous le nom Paul Baribeau
- Paul Baribeau, janvier 2004
- Grand Ledge, juin 2007
- Unbearable, mars 2010

### Sous le nomNew Boy
- Newboy, août 2015
- Flirts, août 2016
- Blue Maze, août 2020